# 兵庫のおじさん
『兵庫のおじさん』（ひょうごのおじさん）は、MONDO21で2007年に放送された日本のテレビアニメ。全13話。

## 登場人物
兵庫のおじさん（ひょうごのおじさん）
声 - 松尾貴史
青野（あおの）
声 - 春風亭昇太
ミナ
声 - 佐藤真弓
ダイ
声 - 市川しんぺー
ゴルゴ十三（ごるごじゅうぞう）
声 - 池田鉄洋

## DVD
- 兵庫のおじさん[1]